# Вайс-Іернц
Вайс-Іернц (люксемб. Wäiss Iernz — Білий Іернц — [біле залізо]), також Ернц-Бланш (фр. Ernz Blanche) — річка у Великому герцогстві Люксембург, права притока річки Зауер. Цілком протекає територією Люксембургу.

## Географічні дані

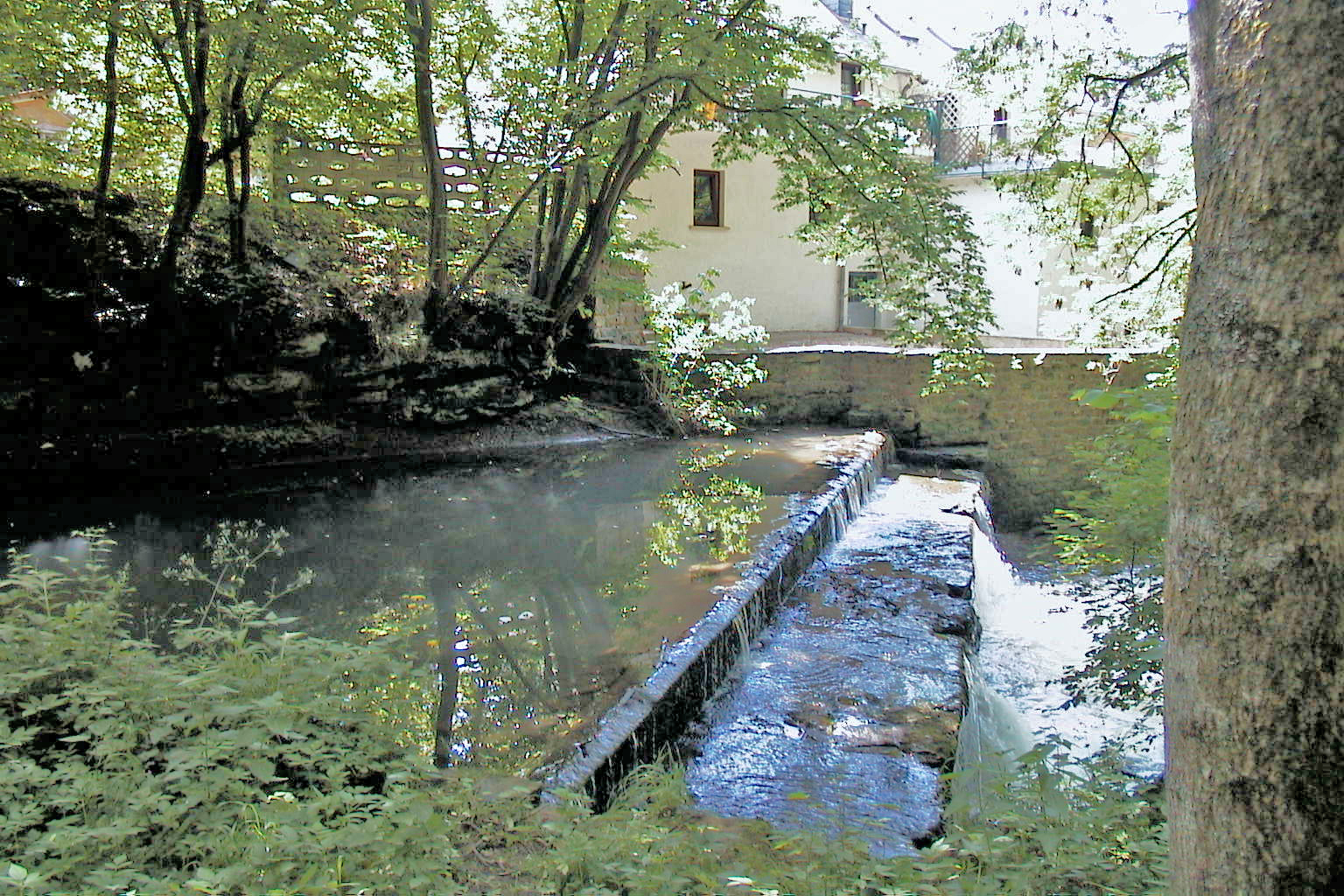

Бере початок біля села Есебур комуни Юнглінстер від злиття двох струмків, що беруть початок у лісі Греневальд. Тече в північно-східному напрямку. У верхоріччі протікає родючою рівниною із сільськогосподарськими угіддями і пасовиськами, у нижній течії — по лісистій улоговині. Впадає в річку Зауер у селі Райсдорф комуни Райсдорф. Довжина річки — 30 км. Має низку невеличких приток.